# Jitka Malovaná

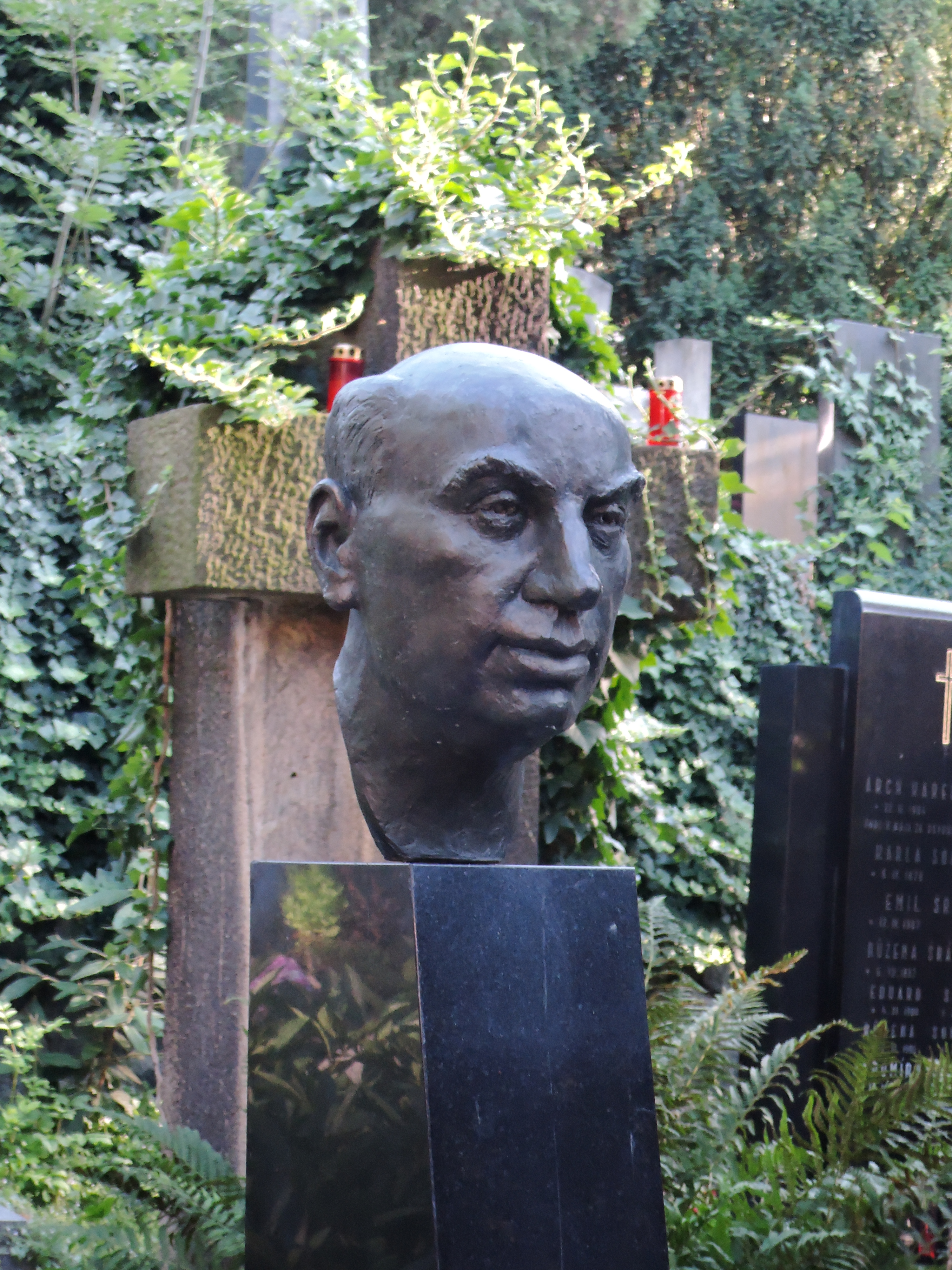
Busta Oldřicha Černíka, bronz 1995; Slavín, Praha – Vyšehrad

Jitka Malovaná (* Mašková, 12. prosince 1955 Český Krumlov) je česká sochařka, keramička, restaurátorka a vysokoškolská pedagožka.

## Kariéra
V letech 1970–1974 vystudovala střední keramickou školu v Bechyni. V letech 1974–1980 absolvovala studia sochařství na Vysoké škole uměleckoprůmyslové, která zakončila v ateliéru prof. Josefa Malejovského.
V letech 1997–2002 se podílela na restaurování relikviáře sv. Maura (figurky světců). Na restaurování monumentálních soch od 80. let spolupracovala s ak. soch. Kateřinou Amortovou a dalšími kolegy. Jako restaurátorka externě spolupracuje s Národním muzeem v Praze, v Lapidáriu v letech 1999–2015 a na zámku Vrchotovy Janovice od roku 2002–dosud.
Od roku 2005 dosud vyučuje na katedře alternativního a loutkového divadla divadelní fakulty Akademie múzických umění v Praze modelování a sochařství, jevištní realizace a autorské realizace.
Na Univerzitě třetího věku Vysoké školy ekonomické v Praze v letech 2014–2023 vyučovala kresbu a malbu.

## Dílo
Věnuje se kresbě a volné plastice, ráda dělá portréty.
Některé realizace
- Busta Oldřicha Černíka na jeho hrobě na Slavíně, bronz, 1995, Praha – Vyšehrad
- Busta Ulriky von Levetzow, sádra, 2002; Okresní muzeum Most, Lapidárium Národního muzea Praha
- Busta zpěváka Karla Hály, bronz, 2016, na průčelí domu v Praze, kde bydlel.

Restaurátorské práce
- Restaurování gotické polofigury sv. Anežky České z Anežského kláštera 2006[2]

## Rodina
Její manžel, ak. soch. Pavel Malovaný byl sochař a restaurátor. Jejich dcera Kristýna Pultera Malovaná je šperkařka a produktová designérka . Syn Tomáš Malovaný je kytarista a učitel hry na kytaru.